# 賀来氏
賀来（加来）氏（かくし）は、大神氏(おおがし)一門戸次氏または佐伯氏の支流で、12世紀に現在の大分県大分市賀来の地（豊後国賀来荘）を本貫とした一族である。

## 概要
大友氏が豊後に入国する以前から、豊後国で柞原八幡宮とゆかりが深い存在であった。源平時代には豊前国にも一族が展開し、以降は大友氏が豊後国に入国するとともに、宗家は豊後国で大友氏に仕え、豊前国の賀来氏（後に加来氏と改名した一族もある）は、宇都宮氏、大友氏、大内氏、毛利氏らの抗争の中で戦国期まで、勢力を保った。
賀来氏から出ている著名な人物に、幕末に本草学の神様と言われた賀来飛霞や初期の反射炉を利用して鉄製大砲を製造した実業家の賀来惟熊などがある。また、俳優の賀来千香子や賀来賢人も、豊前佐田の賀来氏の流れであり、賀来惟熊の子孫にあたる。また、つるの剛士も母方が賀来氏である。

## 歴史

### 出自
現在、賀来の地名を持つ場所（大分市賀来）の付近は、長寛年間（1163年 - 1165年）以前は、阿南郷黒田里であった。
永暦元年（1160年）に豊後守に任ぜられた藤原頼輔は、子の藤原頼経を目代として豊後に派遣した。赴任後まもなく、頼経は柞原八幡宮（ゆすはら はちまんぐう、由原八幡宮）に参詣し、「よきこと来たるの社」（賀来社）という名称を奉納した。そして、柞原八幡宮に年貢を収めていた地域を賀来荘と名付けた。長寛2年（1164年）頃から、豊後の国衙が発する文書に「賀来」なる地名が使用されるようになり、地名「賀来」が発祥した。
治承3年（1179年）、豊後大神氏の佐伯惟家が、賀来荘の下司になり、治承4年（1180年）に賀来氏を名乗った。これが、賀来氏の由来である。
賀来荘は1285年には、大分郡の田圃1189町のうち230町を管理していた。また江戸時代初期まで大分郡には「賀来郷」があり、「賀来村」、「由原村」（ゆすはらむら）の地名も残っていた。

### 中世
治承4年（1180年）に 源頼朝が伊豆国で挙兵し、源平合戦が始まると、養和元年（1181年）、同族の緒方惟栄（惟義）が、藤原頼輔の命をうけ、平家に反旗を翻し九州で兵を挙げた。賀来惟康（佐伯惟康とも名乗ったが、緒方惟義の従兄弟であるとされている）はこれに従った。
寿永元年（1182年）、平氏の西下を防ぐため、源氏方の命により、大畑城、宇留津城等の城を、緒方惟義が築城し、同年、加来惟興が大畑城（中津市加来）、加来惟貞が犬丸城（築城町）、加来惟成が宇留津城（築城町）の城主となった。この3名はいずれも賀来惟康の子とされている。以後、豊前国においても、鎌倉時代の宇都宮氏から、大内氏、毛利氏の侵攻の時代を経て、秀吉の時代まで、賀来氏が勢力を持つことになった。
- 文治3年（1187年） - 賀来惟康の子の惟頼、さらにその子の惟綱と賀来荘を受け継ぐが、承久2年（1220年）改易された[12]。
- 建久元年（1206年）[いつ?] - 豊後国では、大友能直が豊後の守護となり、豊後の賀来氏もその配下となった。
- 承久3年（1221年） - 承久の変が起こり、大友親秀は幕府軍に従い京に攻め上る。豊後の賀来氏もこれに従った。
- 弘安4年（1281年） - 弘安の役が起こり、豊後賀来氏は大友氏に従って参戦した。
- 元弘3年（1333年） - 鎌倉幕府が滅亡する。このとき、大友貞宗は足利高氏に従っていた。豊後国の賀来氏は大友宗家と行動をともにしていたので南北朝時代には北軍に属していたと思われるが、豊前国の賀来氏はその都度の状況で北軍に属したり、南軍に従ったりした。
- 永享4年（1432年） - 豊前国にて、大友、大内両軍の戦いが始まる。
- 永享7年（1435年） - 大友持直が海部郡姫岳城に拠った際に賀来六郎五郎と賀来次郎が姫岳城軍に加わるも大内軍に敗れた[17]。その後大内氏と大友氏の和議が成立する。
- 明応5年（1496年） - 大友政親が大内氏から長州の舟木地蔵院で生害される。このとき、賀来弾正忠が殉死した[18][19][20]。
- 明応6年（1497年） - 賀来五郎左衛門尉治綱、大友親治から、柚原宮大宮司の沙汰を受けた[21]。
- 大永4年（1524年） - 賀来八郎大神鑑綱（治綱の子）加冠される[22]。
- 享禄3年（1530年） - 大友氏内の争いである「氏姓の争い（賀来の騒動）」により賀来治綱死没。これ以降、柞原八幡宮正大宮司と賀来の地頭は賀来治綱の弟である惟重が継いだと思われる。[独自研究?]

この後、柞原八幡宮の大宮司を、賀来宗家が継いだと思われるが、長州賀来家で平成26年（2014年）に発見された古文書などに基づいて、検討が行われていた。

### 秀吉の九州平定以後
大友氏と島津氏との耳川の合戦後、大友氏家臣団の一部、豊前の宇都宮氏、賀来氏などは大友氏から離反した。大友義鎮（宗麟）からの島津氏征討要請を受けた豊臣秀吉は、天正14年（1586年）九州平定を決断する。同年、豊前宇留津城主加来久盛は、秀吉麾下の黒田軍などに攻められ落城。天正16年（1588年）、宇都宮鎮房らが黒田氏に対し一揆を起こし、大畑城主加来統直もこれに荷担するも、黒田勢に攻められ落城。天正17年（1589年)、宇都宮鎮房を黒田長政が中津城で謀殺。従者の加来惟元も戦死する。
文禄元年（1592年に始まる文禄の役の大友義統の麾下にも、賀来氏が散見される。賀来中務少輔等は戦死した。文禄2年（1593年）、大友義統が秀吉から改易処分を受けると、大友氏の家臣らは黒田軍などの配下に組み入れられ、賀来一族も同様となる。
慶長3年（1598年）、柞原八幡宮大宮司の賀来鎮綱も山口に移り、その後長門国萩に隠遁した。関ヶ原の戦いの後は毛利氏に仕えた。

## 主要な一族
豊後宗家のほか、佐田賀来氏、大畑賀来氏、宇留津・塩田加来氏などがある。また、江戸期以降は、肥後細川家に仕えた肥後加来氏もある。最も注目されるのは、幕末期に、賀来惟熊や賀来飛霞を出した、佐田賀来氏である。佐田賀来氏は、現在の安心院の山蔵で、賀来景吉を始祖としているが、豊後賀来家とのつながりは未解明で、一説では、享禄3年の氏姓の争いで、戦死した賀来右衛門大夫の子であるとされている。
肥後の加来氏は細川氏が小倉や中津の領主であった頃に仕官し、細川家と共に肥後に移った者が多い。長州萩に行った賀来家は、毛利家家臣として、明治維新の一翼を担った。